# Stenalcidia congruata
Stenalcidia congruata är en fjärilsart som beskrevs av Walker 1865. Stenalcidia congruata ingår i släktet Stenalcidia och familjen mätare. Inga underarter finns listade i Catalogue of Life.